# Meconopsis horridula
Meconopsis horridula är en vallmoväxtart som beskrevs av Joseph Dalton Hooker och Thomson. Meconopsis horridula ingår i släktet bergvallmor, och familjen vallmoväxter. Inga underarter finns listade i Catalogue of Life.

## Bildgalleri

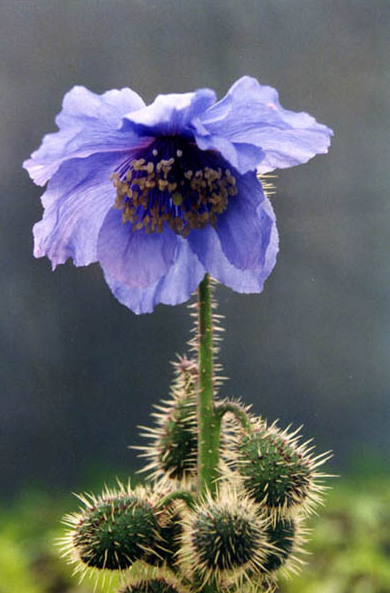